# Mykolaïv
Mykolaïv (in ucraino Миколаїв?; in russo Николаев?, Nikolaev) è una città ucraina (430 000 abitanti), nell'omonimo distretto dell'oblast' di Mykolaïv. Ospita l'amministrazione dell'oblast' di Mykolaïv, del distretto di Mykolaïv e della comunità territoriale di Mykolaïv, una delle comunità territoriali dell'Ucraina.
Fino al 18 luglio 2020 Mykolaïv costituiva una città di rilevanza regionale e fungeva da centro amministrativo del distretto di Mykolaïv e del distretto di Vitovka, sebbene non appartenesse a nessuno dei due distretti. Come parte della riforma amministrativa dell'Ucraina, che ridusse a quattro il numero di distretti dell'oblast' di Mykolaïv la città fu integrata nel distretto di Mykolaïv.
È la nona città ucraina per numero di abitanti.
Il 24 marzo 2022, la città è stata insignita dell'onorificenza di "Città Eroe dell'Ucraina" con Decreto del Presidente dell'Ucraina per celebrare l'impresa, l'eroismo di massa e la resilienza dei cittadini, mostrati nella difesa delle loro città durante la repulsione dell'aggressione armata della Federazione Russa contro l'Ucraina.

## Geografia fisica
Mykolaïv sorge su una penisola a 65 km dal Mar Nero lungo l'estuario del fiume Bug Meridionale, che qui riceve il suo tributario Inhul. Situata nel centro-sud della propria oblast', nell'Ucraina meridionale, dista 480 km dalla capitale Kiev e circa 130 km da Odessa.
Sia il fiume Inhul sia il fiume Bug meridionale seguono corsi molto tortuosi poco prima di unirsi a nord-est del centro di Mykolaïv. Questo fa sì che la sezione settentrionale dell'abitato di Mykolaïv sia caratterizzata dalla presenza di diverse penisole lunghe e strette.

## Origini e fondazione
L'esistenza di un'antica città portuale sulla penisola, dove si trova la moderna città di Mykolayiv, è un motivo per rivedere la data di fondazione della città. Questa è la città più antica del territorio ucraino menzionata nelle fonti scritte.
L'insediamento esisteva nei secoli XIII-X a.C.  Persone e merci accorrevano qui per corsi d'acqua dall'intera regione del Mar Nero e dalle remote terre settentrionali, in particolare dai Carpazi. E durante il suo periodo di massimo splendore, il porto più settentrionale del Mar Nero mantenne legami commerciali con il Mediterraneo e il Medio Oriente.
È stata una Città dei Cimmeri con l'insediamento del Giardino Selvaggio - Dykyj Sad (https://goo.gl/maps/eCVPwMcZNmE5nQdy5 - noto anche come Kimeropolis e Alibant), con una vera e propria organizzazione sociale dell'era della cultura Belozer, che esisteva sul territorio della moderna Mykolayiv intorno al 1250-925 a.C. Ad oggi, il sito archeologico della riserva di Dykyj Sad / Giardino Selvaggio è l'unico insediamento steppico della tarda età del bronzo in Ucraina.
Dal IV secolo a.C. qui si stabilirono i Greci, i cui insediamenti sono noti vicino al faro di Sivers (https://goo.gl/maps/1cPhuR3N8RfnbCoU9) e ai villaggi di Lupareve e Lymany.
Nel 200 e 400 d.C. gli insediamenti degli antichi slavi.
A partire dal IX secolo, sul territorio della futura città apparvero avamposti del Rus' di Kiev prima di andare in mare aperto sulla via "dai Variaghi ai Greci". A metà. XIII secolo questo territorio passò sotto il dominio dell'Orda d'Oro. Dal 1362 fece parte del Granducato di Lituania, ma già nel XV secolo sulla terra dello stato di Pobužžia, il controllo non si è esteso.
L’area storica della città prende il nome dal principe lituano Vytautas (indicato come Vitold Gammani sulle vecchie mappe), che nel 1399 costruì qui il castello Vytautas (fortezza) e una dogana per controllare il commercio con il Tartari. La città per alcuni secoli mantenne il nome di Vitovka.
Successivamente, nelle desolate steppe vagavano i Nogai e divennero parte dei possedimenti dell'Impero Ottomano.
Mykolayiv fu abitato da cosacchi. Dalla fine del XV secolo, la storia della Pobužžia meridionale è stata strettamente collegata ai cosacchi del Sič di Zaporižžja, diventando la base per la formazione dell'etnia ucraina in queste terre. Sulle rive di fiumi e torrenti furono stabiliti insediamenti cosacchi, quartieri invernali, palanchini e furono organizzati attraversamenti fluviali.
Secondo lo storico regionale di Mykolaïv, Oleksandr Košmatoj, che ha trovato la croce tombale a Uljanivka, il territorio dei sobborghi meridionali iniziò a svilupparsi e popolarsi, a partire dal XV secolo. Nel XVII secolo gli insediamenti divennero numerosi ed erano collegati ai cosacchi di Zaporižžja. Quindi, la suddetta croce nel villaggio di Uljanivka (il vecchio nome è Kurinnyj Brid) si trova sulla tomba di un cosacco zaporoziano di nome Ruban.
Sino al 1730 era il luogo della fucina di Zaporižžja. Sulle mappe del XVIII secolo, diversi insediamenti dei cosacchi erano contrassegnati sul sito dell'attuale Mykolaïv: Rušerynivka, Rybal's'ka, Kut Khljuša, Kut Umaha, Kut Osnyc'kyj.
A partire dal 1785, nella raccolta statistica dell'Impero russo, Vitovka era menzionata come città senza contea del Governatorato di Katerynoslav. E già nel 1787 Potëmkin, per adattare Vitovka come postazione forte durante la guerra con la Turchia, acquistò la tenuta di Vitovka da Dems'kyj Filim, un anno dopo fu allestito a Vitovka un "ospedale da campo". Danylo Samojlovič fu nominato capo medico, grazie al quale l'ospedale si espanse in un vero e proprio ospedale militare.
Dal 1789 Vitovka fu ribattezzata Bogoljavlensk e la città ricevette lo status di insediamento dell’Ammiragliato. Potemkin cambiò il nome di Vitovka per le proprie ambizioni e vanità, voleva che la città in cui era stato costruito il suo palazzo non avesse nulla in comune con un'altra figura storica di spicco (il principe Vytautas di Lituania. Il nuovo nome fu probabilmente scelto a causa all'ovvietà del miracolo "fonti, leggende sull'apparizione di Dio ..”
Il potere sovietico nell'oblast' di Mykolaïv fu stabilito solo nel 1920. Nel 1937, la città divenne il centro dell'oblast di Mykolaïv e del distretto di Mykolaïv.

## Storia del periodo zarista e sovietico
La città fu fondata (secondo la versione russa) dal governatore generale della Nuova Russia, il principe Grigorij Aleksandrovič Potëmkin, il 27 agosto 1789 come cantiere navale sul fiume Inhul. Il nuovo impianto cantieristico si rivelerà di fondamentale importanza per la Marina imperiale russa nel corso della guerra contro i turchi del 1787-92. Successivamente, Potëmkin fece chiamare la nuova città Nikolaev poiché il 6 dicembre 1788, il giorno di San Nicola, le truppe al suo comando avevano conquistato la piazzaforte ottomana di Očakiv.
Nikolaev divenne poi sede della Flotta del Mar Nero della Marina imperiale e, nel corso della guerra di Crimea, fu una delle principali basi logistiche russe. Sul finire del XIX secolo, divenne il principale porto d'esportazione del grano ucraino e parallelamente iniziò a svilupparsi anche come centro industriale.
Nel corso della guerra civile russa fu brevemente occupata da un corpo di spedizione francese in appoggio all'Armata Bianca. Occupata dalle truppe naziste il 16 agosto 1941, a Nikolaev e nel suo territorio furono uccisi oltre 35 000 civili, in particolare ebrei e comunisti. Per tutta la durata dell'occupazione tedesca fu attivo in città un gruppo di partigiani dedito alla guerriglia. Fu liberata dall'Armata Rossa il 28 marzo 1944.
Nel secondo dopoguerra furono espansi e costruiti nuovi cantieri navali, facendo diventare Nikolaev uno dei principali centri cantieristici dell'Unione Sovietica. Proprio per questa sua peculiarità, fu dichiarata città chiusa.
A seguito dell'indipendenza dell'Ucraina nel 1991, ha assunto il nome attuale, in sostituzione di quello in lingua russa.

### Attacco dalla Russia
La città ha subito pesantissimi attacchi da parte della Russia nella guerra iniziata a febbraio del 2022. Il 5 luglio 2022 nel distretto di Korabel'nyj i bombardamenti hanno distrutto l'Istituto di Cultura. Il 15 luglio 2022 la Russia ha bombardato due università, provocando 41 feriti.

## Società

### Evoluzione demografica
| Anno | Abitanti |
| ---- | -------- |
| 1790 | 70 000   |
| 1911 | 105 000  |

| Anno | Abitanti |
| ---- | -------- |
| 1926 | 104 909  |
| 1989 | 524 000  |

| Anno | Abitanti |
| ---- | -------- |
| 2001 | 514 000  |
| 2011 | 498 748  |

### Popolazione
Secondo il censimento del 2001, il 72,7% dei residenti nel comune sono di etnia ucraina e il 23,1% di etnia russa. Mykolaïv, già Nikolaev fino al 1991, è infatti una delle parti dell'Ucraina in cui domina la lingua russa. Dai dati statistici demografici risulta infatti che, come lingua materna, il 56,81% dei nativi della città usa correntemente, abitualmente se non esclusivamente, il russo ed il 42,17% l'ucraino.
Alcune statistiche indipendenti menzionano invece un più alto numero di abitanti di madrelingua russa. Così è risultato infatti da uno studio demografico condotto a partire dal 2004, secondo cui il numero della popolazione locale che parla di preferenza la lingua russa, a prescindere dall'etnia d'origine o d'appartenenza, ammonta in tutta l'oblast' di Mykolaïv a ben il 66%. A partire dal 2012, il russo, che era stato abolito, è di nuovo lingua ufficiale regionale, accanto all'ucraino, nell'intera provincia di Mykolaïv.

### Etnie
| Etnicità   | 1897  | 1926  | 1939  | 1959  | 1989  | 2001  | 2017 |
| ---------- | ----- | ----- | ----- | ----- | ----- | ----- | ---- |
| Ucraini    | 8,5%  | 29,9% | 49,7% | 59,7% | 63,2% | 72,6% | 84%  |
| Russi      | 66,3% | 44,6% | 31,0% | 30,3% | 31,2% | 22,6% | 12%  |
| Ebrei      | 19,5% | 20,8% | 15,2% | 6,8%  | 2,1%  | 0,5%  |      |
| Bielorussi | 0,2%  | 0,3%  | 0,7%  | 1,0%  | 1,1%  | 0,8%  |      |
| Bulgari    | 0,1%  | 0,2%  | 0,6%  | 0,6%  |       |       |      |
| Polacchi   | 2,8%  | 1,7%  |       |       |       |       |      |
| Tedeschi   | 0,9%  | 1,1%  | 0,9%  | 0,1%  |       |       |      |

Nel 2017 il 63% della popolazione cittadina parlava la lingua russa a casa, il 7% l'ucraino e il 28% entrambi gli idiomi.

## Cultura

### Istruzione

#### Musei
- Museo della cantieristica e della marina
- Museo della Resistenza a Mykolaïv
- Museo d'Arte
- Museo regionale delle tradizioni locali di Mykolaïv
- Museo d'arte regionale di Mykolaïv

#### Università
- Università nazionale navale ammiraglio Makarov, specializzata nell'ingegneria navale.

#### Altro
- Osservatorio astronomico di Mykolaïv

#### Letteratura
Mykolaïv è un luogo letterario che fa da sfondo all'azione rappresentata nel racconto Istoria del luogotenente Yergounov di Ivan Sergeevič Turgenev, quando la città poteva essere presentata come «affatto nuova allora». Tale sfondo è storico ma anche fantastico nel caso della descrizione di un incubo vissuto dal personaggio protagonista.

## Economia
Conosciuta come la "città dei costruttori di navi", Mykolaïv vanta tre grandi cantieri navali lungo il suo porto fluviale. La storia della città è fortemente legata a quest'attività e numerose classi di navi della marina militare sovietica sono state costruite nei locali cantieri.
Altri settori economici attivi sono l'ingegneria elettrica, quella meccanica, la metallurgia e la cosmetica.

## Infrastrutture e trasporti

### Strade
Mykolaïv sorge all'intersezione tra l'autostrada M14 e le autostrade H11 e H14.

### Trasporto locale
In città sono presenti una rete tranviaria con sei linee e una rete di autobus.

### Ferrovie
Dalla stazione di Mykolaïv si diramano diverse linee in direzione Cherson, Dnipro, Kiev e Odessa.

### Aeroporti
La città è servita dall'aeroporto internazionale (IATA:NLV - ICAO:UKON) situato a 15 km a nord-ovest del centro.

### Porti
- Porto di Mykolaïv, sull'estuario del Bug Orientale

## Sport
La principale squadra calcistica è il MFK Mykolaïv, fondato nel 1920 come squadra degli operai dei cantieri navali; è uno dei sodalizi sportivi ucraini più antichi.

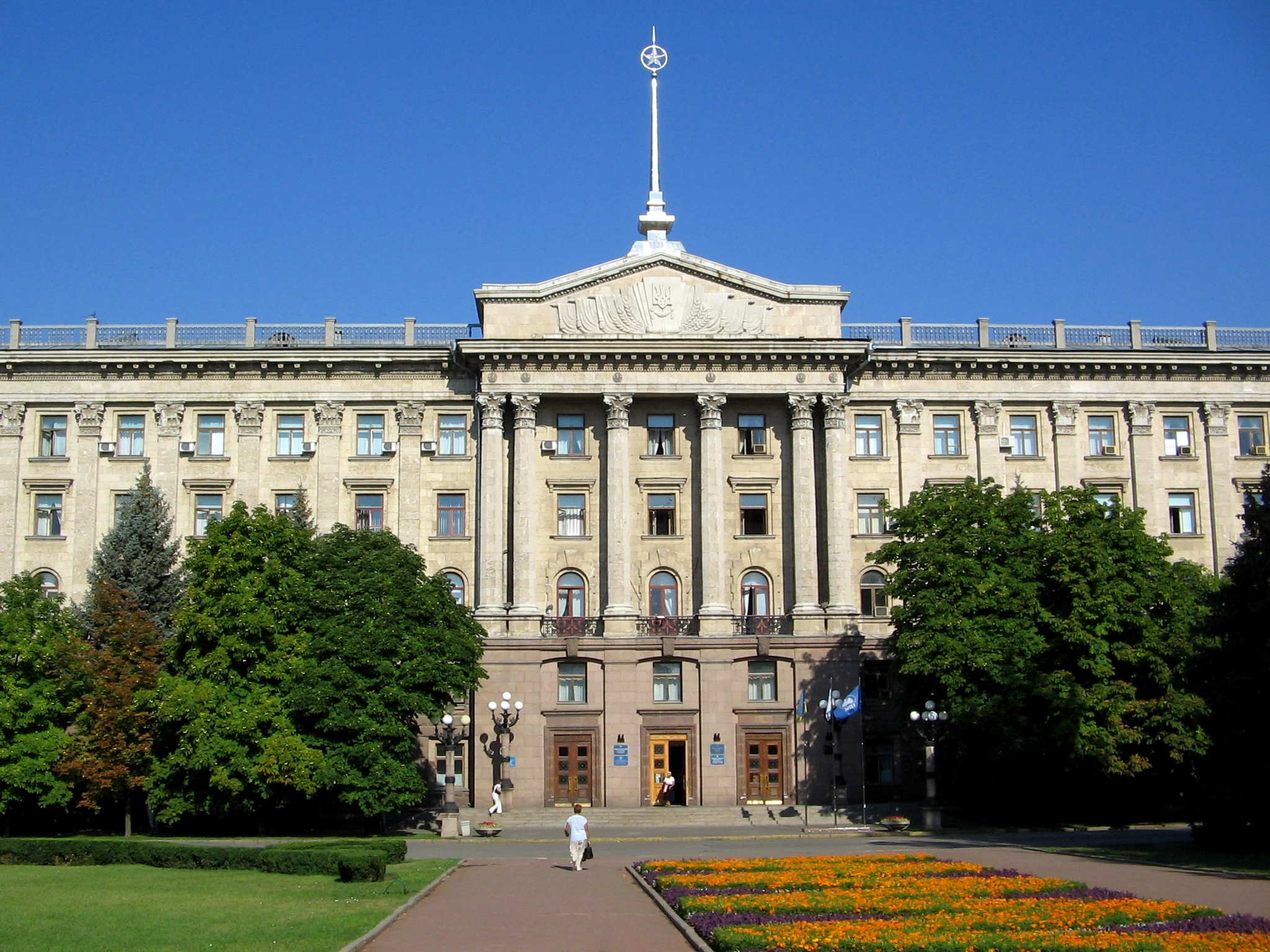
Edificio amministrativo

### Gemellaggi
| - Batumi - Borjomi - Kutaisi, dal 2012 - Bursa - Galați, dal 24 ottobre 2003 - Lione - Malko Tărnovo - Pleven - Trieste, dal 1996 - Mahilëŭ, dal 2009 - Tientsin, dal 2001 - Dezhou, dal 2009 - Weihai, dal 2019 |

## Galleria d'immagini

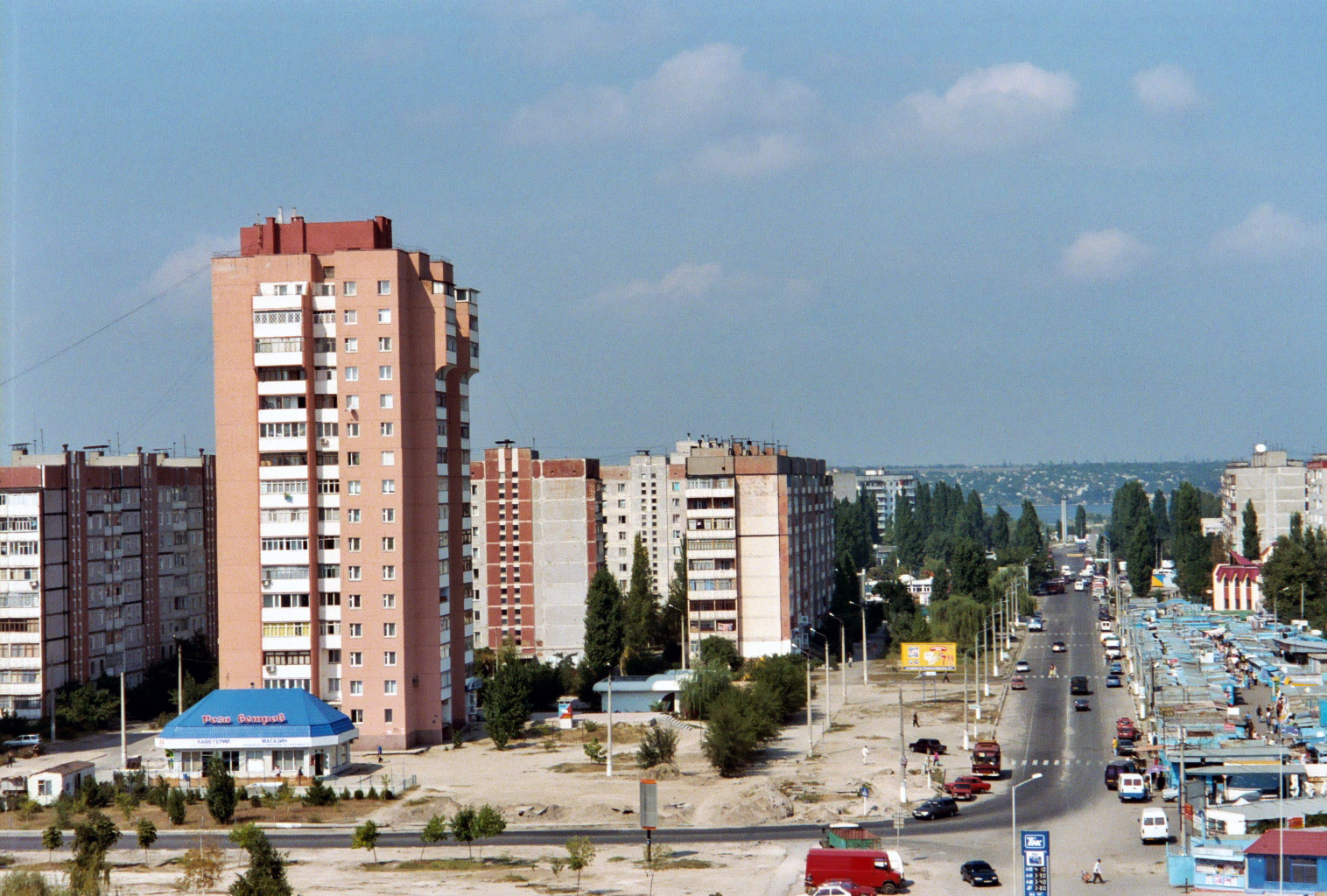
Il distretto "Namyv"
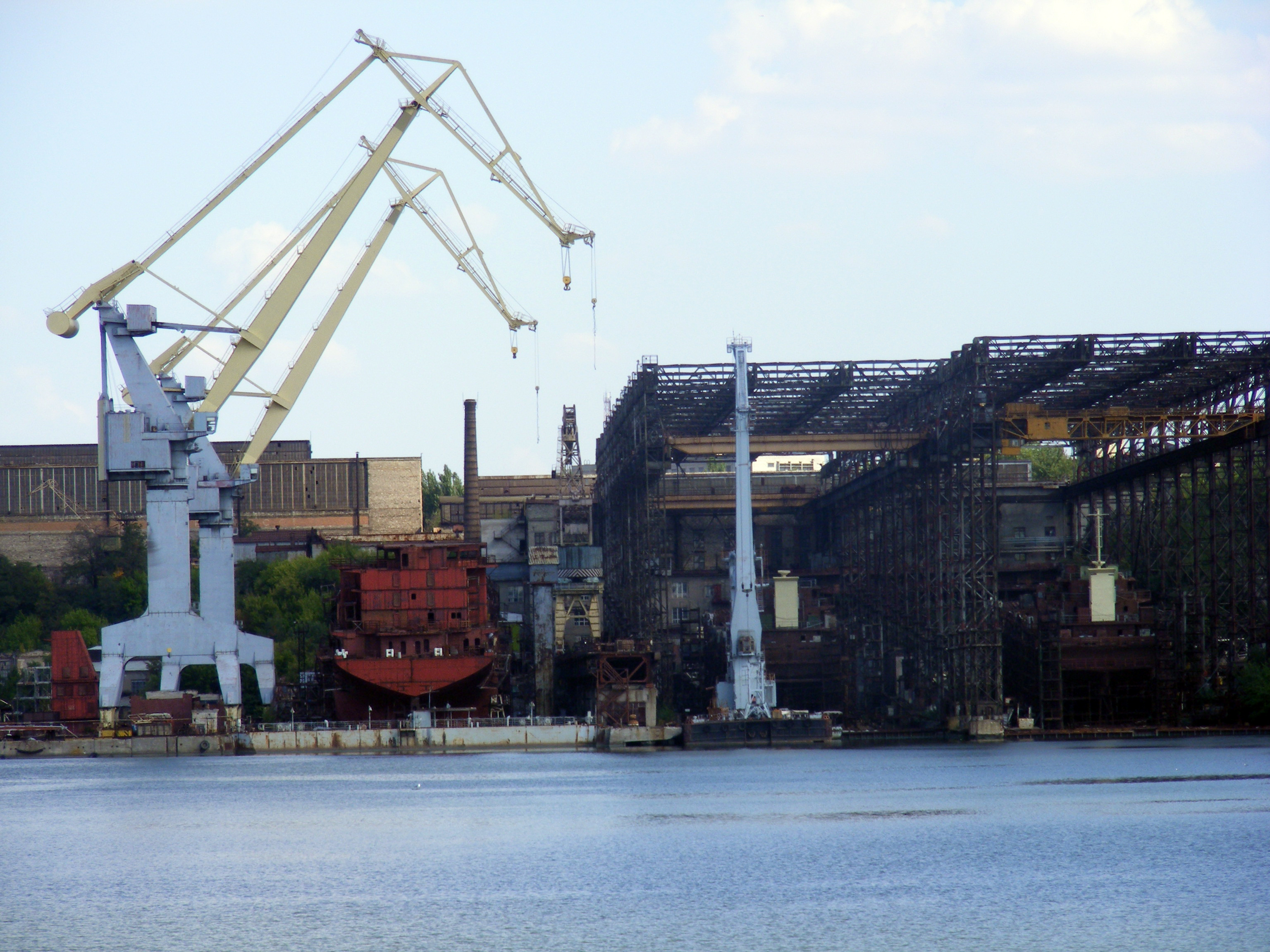
Cantieri navali "Mykolaïv"
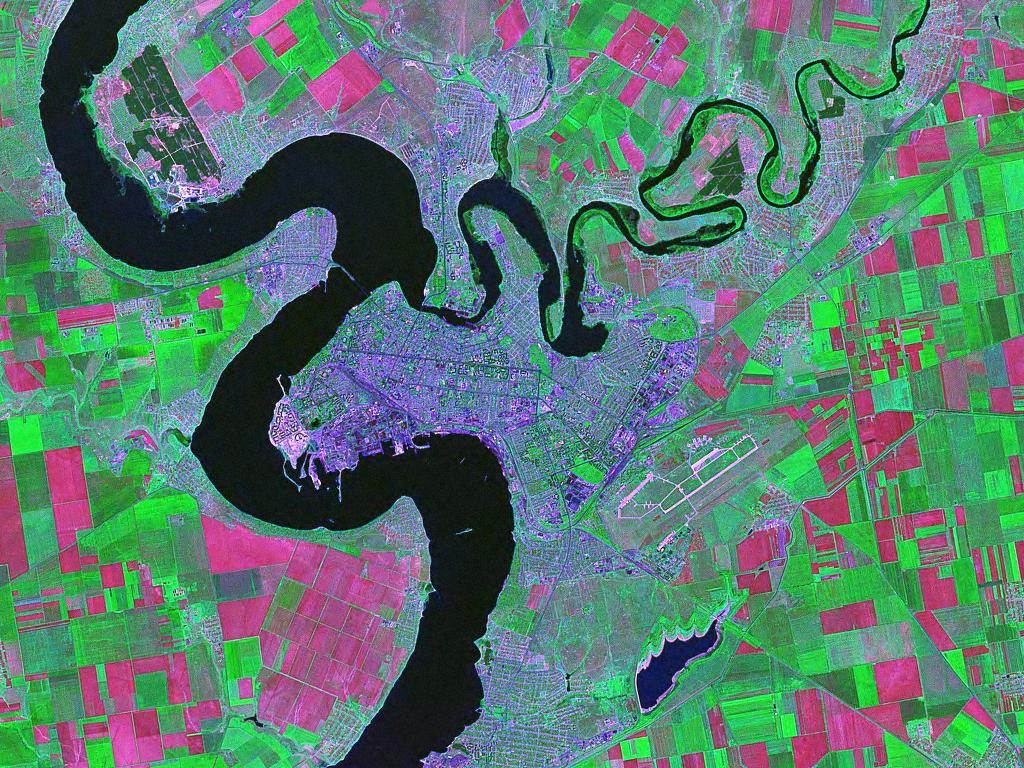
Foto satellitare
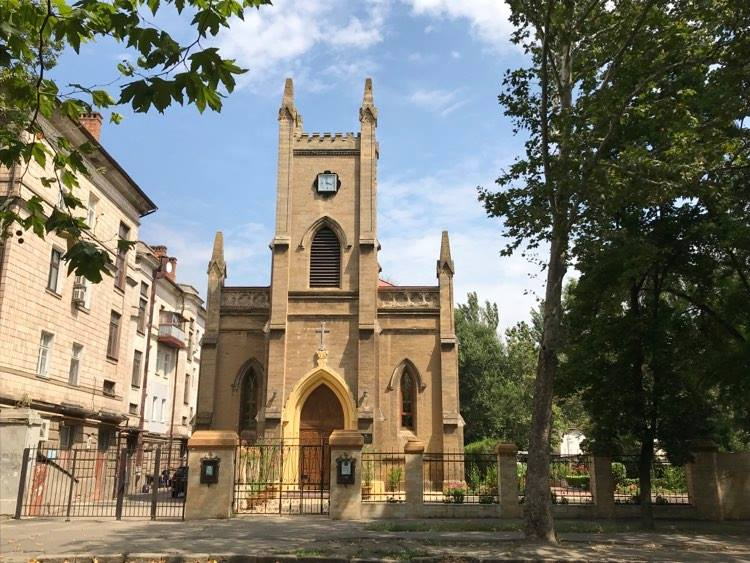
Chiesa luterana
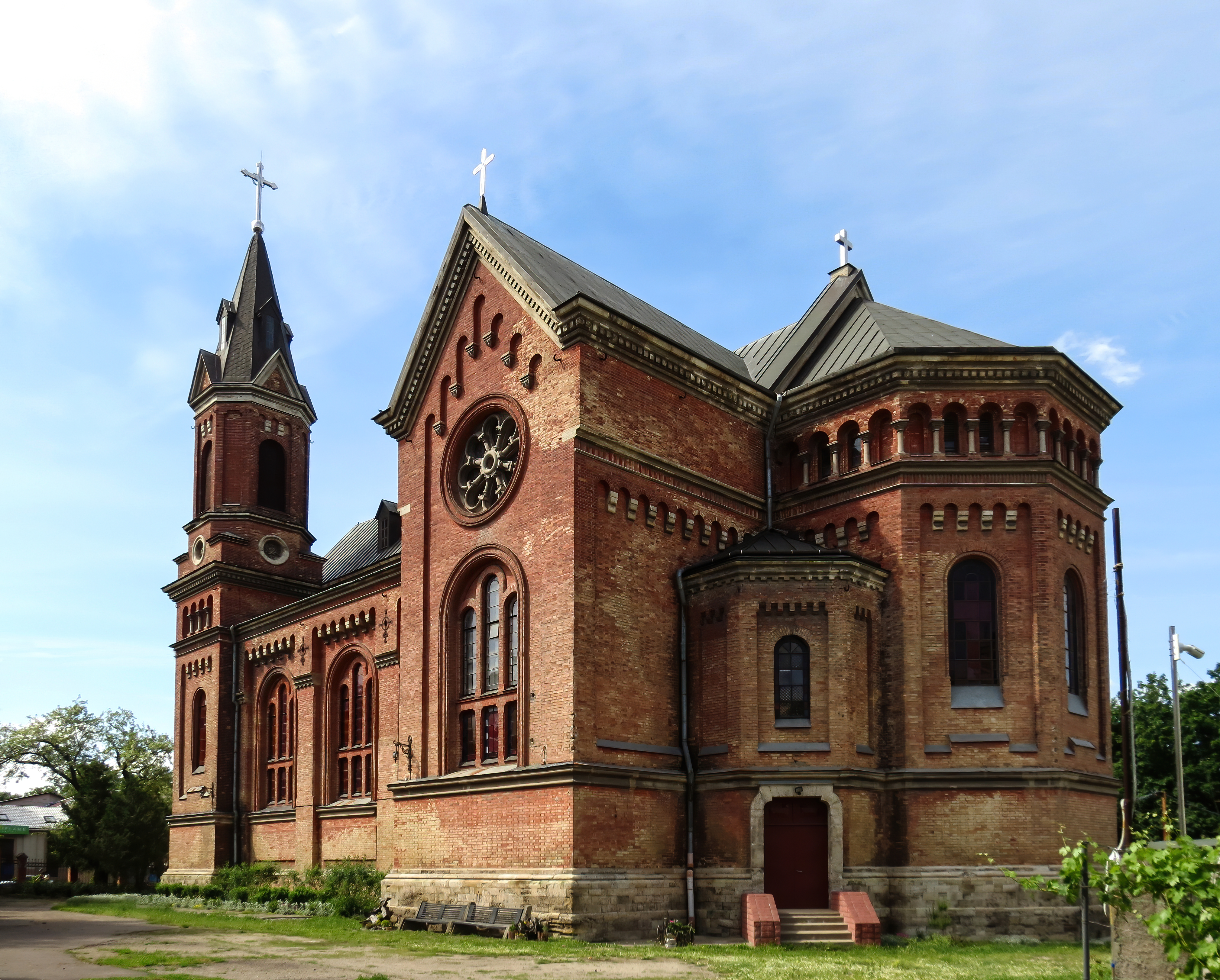
Chiesa cattolica di San Giuseppe
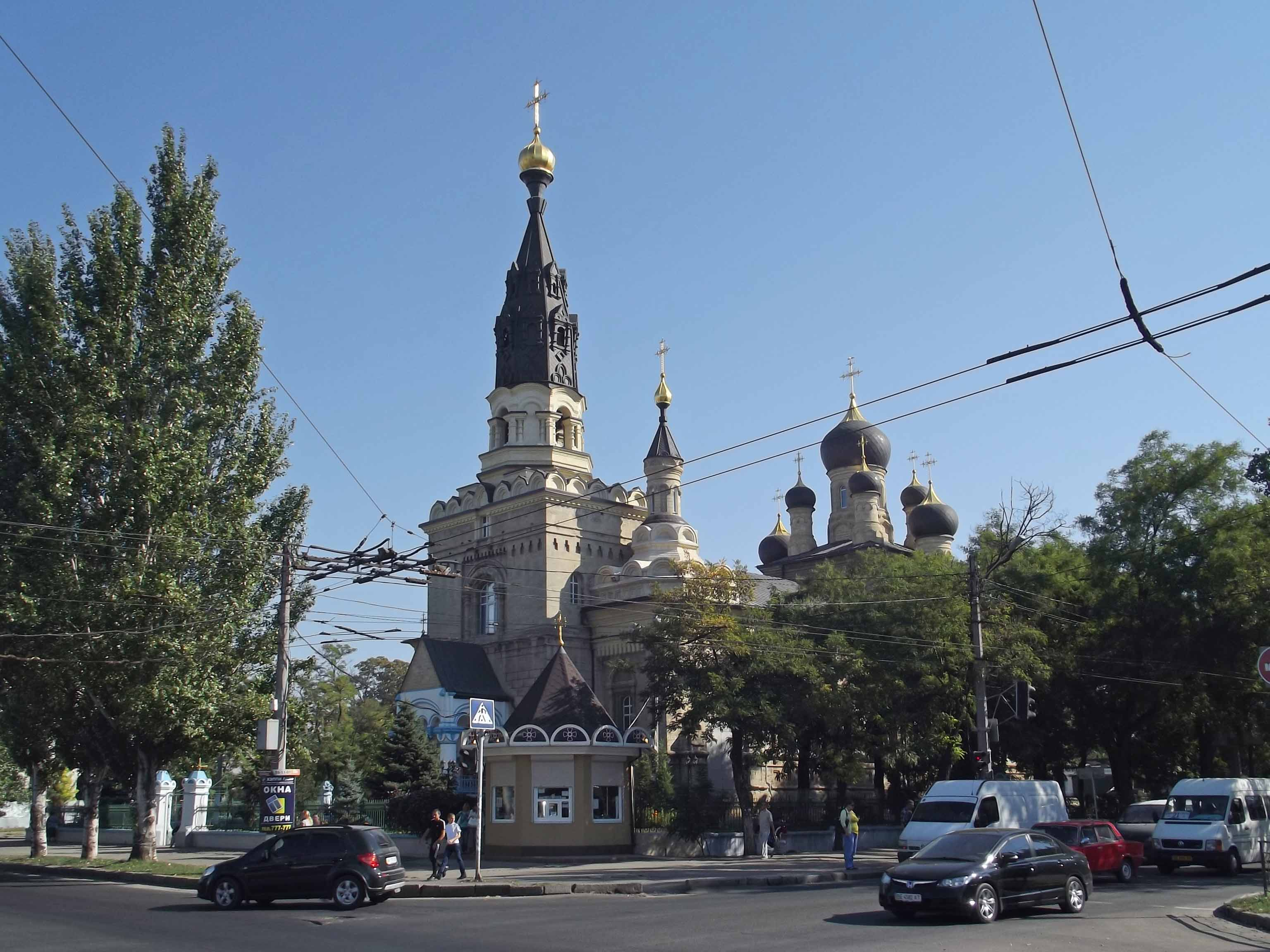
Cattedrale dell'Icona della Madre di Dio